# Президентські вибори в Польщі 2015

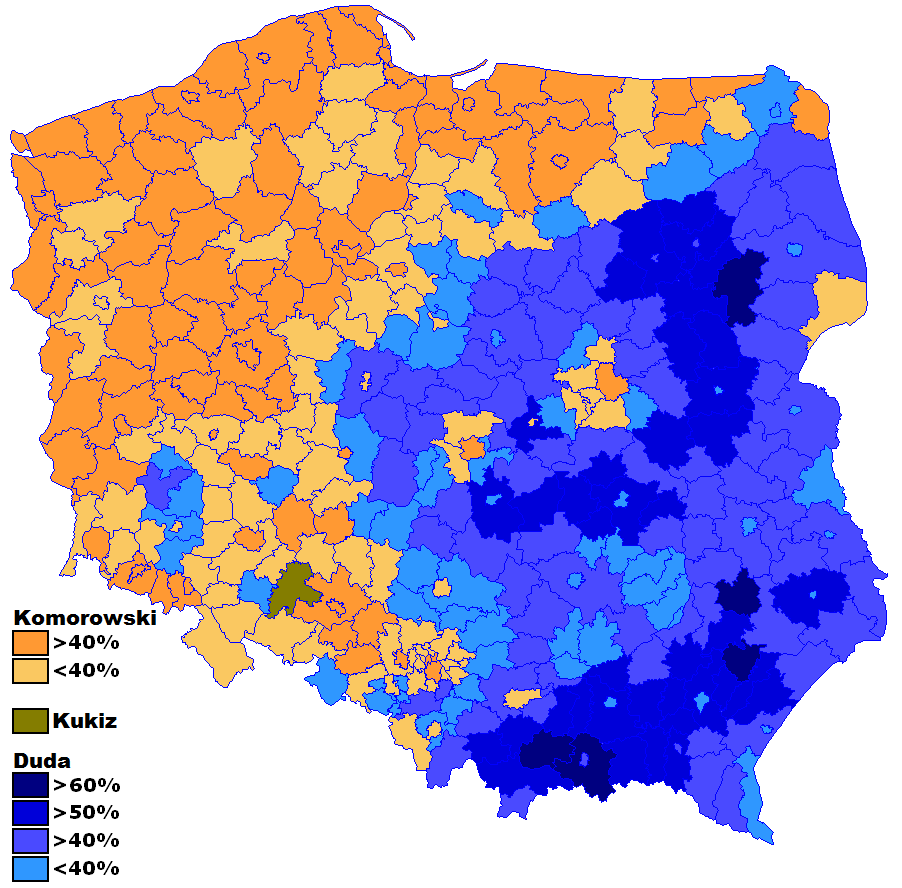
Результати першого туру виборів

Перший тур Президентських виборів у Польщі відбувся 10 травня 2015. Жоден кандидат не набрав 50 відсотків, тому 24 травня проводився другий тур.
До другого туру вийшли Анджей Дуда (34,76 % голосів) і Броніслав Коморовський (33,77 % голосів).
У другому турі переміг Анджей Дуда.

## Призначення виборів
Чергові всенародні вибори президента Польщі в 2015 році повинні пройти, відповідно до конституції Польщі (ст. 128, пункт 2), між 3 і 17 травня, оскільки п'ятирічний термін чинного президента Броніслава Коморовського закінчується 6 серпня 2015. 4 лютого маршал Сейму Польщі Радослав Сікорський призначив вибори на 10 травня.

## Кандидати
- Гжегож Браун
- Яцек Вільк
- Анджей Дуда
- Маріан Ковальський
- Броніслав Коморовський
- Януш Корвін-Мікке
- Павел Кукіз
- Магдалена Огурек
- Януш Палікот
- Павел Танайно
- Адам Ярубас

## Офіційні результати
Офіційні результати другого туру Національна виборча комісія представила 25 травня 2015:
| Кандидат               | Голоси     | Відсоток |
| ---------------------- | ---------- | -------- |
| Анджей Дуда            | 8 630 627  | 51,55 %  |
| Броніслав Коморовський | 8 112 311  | 48,45 %  |
| Разом                  | 16 993 169 | 100 %    |
| Недійсні голоси        | 250 231    | 1,47 %   |
| Частка                 | Частка     | 55,34 %  |